# Maria Maddalena Baldacci
Maria Maddalena Baldacci, nascida Gozzi, (Florença, 1718 – Florença, 1782) foi uma pintora italiana.
Ela pintou miniaturas de retratos e giz de cera, incluindo o retrato da Imperatriz Maria Teresa.